# Grand Theft Auto IV: The Ballad of Gay Tony
Grand Theft Auto IV: The Ballad of Gay Tony è un'espansione del videogioco d'azione Grand Theft Auto IV. È stata originariamente pubblicata in tutto il mondo il 29 ottobre 2009 per Xbox 360. Le versioni per PlayStation 3 e PC Windows sono state pubblicate in Europa il 16 aprile 2010, mentre negli USA il 13 aprile dello stesso anno.
L'espansione è in vendita sul marketplace giochi di Xbox Live, sul PlayStation Network e su Steam e in supporto fisico insieme alla precedente espansione The Lost and Damned nel disco Grand Theft Auto: Episodes from Liberty City. È inoltre in vendita, sempre in supporto fisico, in Grand Theft Auto IV: The Complete Edition, che include anche Grand Theft Auto IV e Grand Theft Auto IV: The Lost and Damned.

## Trama

### Ambientazione
The Ballad of Gay Tony è ambientato nello stesso luogo del gioco originale: la metropoli fittizia di Liberty City (basata su New York) e lo stato limitrofo di Alderney (basato sul New Jersey). Come in The Lost and Damned, anche in questa espansione la mappa è esplorabile nella sua interezza già dopo la prima missione. La storia è contemporanea a quella del gioco base e dell'altra espansione, e dà una conclusione al filone narrativo legato ai diamanti rubati.

### Storia
Nel 2008, dopo aver assistito alla rapina alla banca di Algonquin, Luis Fernando Lopez, un giovane ragazzo dominicano, si incontra con il suo datore di lavoro e socio in affari "Gay" Tony Prince, proprietario dei night club Maisonette 9 ed Hercule. Per gestirli, Tony prende in prestito denaro dalla famiglia mafiosa degli Ancelotti e da Mori Kibbutz, ritrovandosi indebitato fino al collo. Per saldare i debiti, Luis lavora quindi prima per Mori e poi per Rocco Pelosi, un mafioso degli Ancelotti. Allo stesso tempo, aiuta i due amici spacciatori Armando Torres ed Henrique Bardas in alcuni affari e collabora con l'imprenditore edile arabo Yusuf Amir, intenzionato ad acquistare i due club di Tony. Seppur infastidito dai continui fallimenti nella gestione dei club di Tony, Luis riesce a saldare il debito con Mori.
In seguito, Tony pianifica di acquistare un carico di diamanti dal valore di due milioni di dollari per poi rivenderli a un prezzo maggiore. L'affare tuttavia salta a causa dell'attacco della gang di motociclisti dei Lost MC, guidati da Johnny Klebitz, che uccidono Evan Moss, il fidanzato di Tony, e rubano i diamanti. Tony localizza ben presto la merce rubata e incarica Luis di mandare a monte lo scambio, che ha luogo al museo di Liberty City tra il sindacato ebraico e Johnny, accompagnato da Niko Bellic, riuscendo così a riprendersi i diamanti. Più tardi, Luis inizia a lavorare anche per il pericoloso boss del crimine russo Ray Bulgarin, che inizialmente si offre di cancellare i debiti di Tony, ma in seguito li tradisce rivelando di essere il proprietario dei diamanti. Luis e Tony vengono quindi incaricati dal Don Giovanni Ancelotti di scambiare i diamanti per la vita di sua figlia Gracie, rapita da Niko per conto della mafia irlandese. I diamanti vanno però definitivamente perduti quando Bulgarin intercetta lo scambio e uno dei suoi uomini getta il sacchetto in un camion della spazzatura.
Rocco si incontra più tardi con Luis e gli consiglia di uccidere Tony per regolare i conti con Bulgarin, che ha intenzione di ucciderli entrambi. Nonostante i dubbi iniziali, Luis decide di non uccidere l'amico e respinge gli uomini del russo inviati ad attaccare il Maisonette 9. Deciso a vendicarsi, Luis manda a monte un affare di Bulgarin relativo a della droga e, con l'aiuto di Yusuf, fa strage dei suoi uomini. Infine riesce a salire a bordo dell'aereo privato di Bulgarin mentre stava decollando. Il boss Russo, però, gli rivela di avere una granata con se e che nel caso lo ucciderà i due esploderanno assieme all'intero aereo. Ciononostante, Luis decide di correre comunque il rischio sparando in testa a Bulgarin, il quale cade a terra privo di vita, ma lasciando cadere anche la bomba che esplode. L'aereo viene divelto in due dall'esplosione ma Luis riesce ad indossare un paracadute e a saltare appena in tempo dal velivolo in fiamme prima che esso precipiti, salvandosi. Riunitosi con Tony, Luis gli comunica che sono finalmente salvi e privi di debiti al che i due decidono di non vendere i club e di continuare a gestirli insieme.
L'epilogo rivela che i diamanti sono stati trovati da un senzatetto, che li rivende all'estero e si trasferisce a Vice City.

## Nuove caratteristiche

### Nuovi veicoli
Auto:
- Buffalo (versione civile)
- F620
- Schafter (versione più moderna)
- Stretch E
- Super Diamond
- Super Drop Diamond
- Tampa
- Bullet GT[1]

Barche:
- Blade
- Floater
- Smuggler

Elicotteri:
- Buzzard
- Swift

Veicoli d'emergenza:
- APC Noose
- Moto polizia (solo nel multiplayer online)
- Buffalo della polizia (solo nel multiplayer online)
- Stinger polizia (solo nel multiplayer online)

### Nuove armi
- Pistola .44
- Mitraglietta d'oro
- Mitraglietta d'assalto
- Fucile a pompa automatico
- Mitragliatore
- Fucile di precisione avanzato
- Bombe adesive
- Paracadute

## Accoglienza
La rivista Play Generation lo classificò come uno dei quattro migliori "sandbox" dove scatenarsi in una rissa.

## Curiosità
- Nel gioco Luis appare fisicamente più prestante e con un accento ispanico meno pronunciato rispetto a GTA IV.
- In GTA IV la missione riguardante il rapimento di Roman è disponibile prima della missione "Three Leaf Clover" che avviene in contemporanea con l'inizio di The Ballad of Gay Tony, ma in realtà dovrebbe avvenire dopo.
- The Ballad of Gay Tony presenta un'atmosfera più luminosa ed un tempo meteorologico più sereno rispetto a GTA IV e The Lost and Damned benché i tre giochi si svolgano in contemporanea in autunno.
- Bevendo troppi shot al bar Luis perderà i sensi e quando rinverrà saranno trascorse due ore (nel gioco) e ci si ritroverà nei posti più impensabili, tra cui nelle fontane, sulla Statua della Spensieratezza (caricatura della Statua della Libertà), nella spazzatura o in mezzo al traffico.
- Lavorando per diverso tempo come buttafuori al Maisonette 9, Luis potrà avere dei rapporti sessuali con la receptionist, Joni.
- Nella missione "Not so fast" è possibile uccidere Niko Bellic e Johnny Klebitz, gli altri due protagonisti di GTA IV, sebbene ciò non influenzerà gli eventi successivi del gioco.
- Se si prova ad aggredire qualcuno o a sparare nel Maisonette 9, durante l'orario di apertura, Dessie (buttafuori del locale e amico di Luis) e tutto il personale di guardia attaccheranno Luis, prendendolo a pugni, sebbene sia il proprietario.
- Se si prova ad aggredire qualcuno o a sparare nel Hercules, Margot era schedato dalla polizia per possesso di Pier 45, furto d'auto e aggressione. Doppiato di Sarah Clements.